# Lajos Petri
Lajos Petri (originalmente Lajos Pick, * 8 de junio de 1884 en Szeged, Hungría ; † 2. agosto 1963 in Budapest) fue un escultor húngaro.

## Biografía
Su familia era el propietario de la fábrica de salami Pick fundada por Márk Pick en 1869. La fábrica fue líder del mercado en 1883 y desde que ha continuado manteniendo el productor de salami más reputado destaca especialmente por Winter Salami. Después de haber superado el examen de Matura, Pick inicia sus estudios de leyes en Budapest donde también tomó clases de Historia del Arte. Concurría a charlas del historiador del arte y crítico de arte Gyula Pasteiner (1846–1924); del filósofo, esteta, traductor y crítico teatral Bernát Alexander (1850–1927); e historiador de la literatura Gusztáv Heinrich (1845–1922). Durante este período Pick se interesa más por atletismo y no por el arte.
Tras aprobar dos exámenes finales, continuó sus estudios de derecho en Berlín donde concurría a charlas del historiador suizo del arte Heinrich Wölfflin (1864–1945) y du Bois-Reymond. En este periodo leyó las obras de Shakespeare, León Tolstói y Antón Chéjov; visitó numerosas exposiciones exposiciones internacionales; visitó los Países Bajos, que decididamente lo ha dirigido hacia arte; decidió ser escultor. En mayo de 1907 obtuvo su título en leyes, todavía la misma semana en que la ceremonia de graduación tuvo lugar un pariente suyo le presentó al conocido escultor húngaro Eduard Telcs (Ede Teltsch, 1872–1948). Telcs, que había estudiado en la Academia de Bellas Artes de Viena, lo ha aceptado como un aprendiz.